# Smolarstwo
Smolarstwo – dawna forma przemysłu zajmująca się głównie wytwarzaniem smoły i dziegciu w procesie suchej destylacji drewna.
Smolarstwo w przeszłości stanowiło jedną z dziedzin gospodarki leśnej dostarczającej głównie smoły i dziegciu w wyniku rozkładowej destylacji drewna. W XVII i XVIII wieku smolarstwo nazywano budnictwem (nazwa wywodziła się od rozmieszczonych w lesie zakładów zwanych budami, wytwarzających węgiel drzewny, smołę, dziegieć i potaż). Przez wieki w smolarstwie używano mielerzy, potem pieców do pirolizy drewna, a od połowy XIX wieku retort.